# Bone & Bari
Bone & Bari è un album di Curtis Fuller, pubblicato dalla Blue Note Records nel gennaio del 1958. Il disco fu registrato il 4 agosto 1957 al Van Gelder Studio di Hackensack, New Jersey (Stati Uniti).

## Tracce
Brani composti da Curtis Fuller, tranne dove indicato
Lato A
1. Algonquin – 5:01
2. Nita's Waltz – 6:54
3. Bone & Bari – 6:17

Lato B
1. Heart and Soul – 4:49 (Hoagy Carmichael, Frank Loesser)
2. Again – 7:18 (Dorcas Cochran, Lionel Newman)
3. Pickup – 5:45

## Musicisti
- Curtis Fuller - trombone (tranne in: Again)
- Sonny Clark - pianoforte
- Tate Houston - sassofono baritono (tranne in: Heart and Soul)[3]
- Paul Chambers - contrabbasso
- Art Taylor - batteria